# Ratolí marsupial de Tim Ealey
El ratolí marsupial de Tim Ealey (Ningaui timealeyi) és una espècie minúscula de marsupial carnívor originari d'Austràlia. Rarament sobrepassa els 5,8 centímetres de llargada corporal, amb una cua de 6-7,6 centímetres i un pes de 5-9,4 grams. Això en fa un dels marsupials més petits, sobrepassat només per les espècies de Planigale.